# Firmament
Firmament è il decimo album in studio di Perseo Nando Miranda, pubblicato nel 2011 dalla Erga.
.

## Il disco
L'album è stato registrato lo stesso anno presso i MusicArt studios, mentre la composizione della maggior parte dei brani è iniziata nel 2010.
"Firmament è il capitolo conclusivo di una trilogia iniziata con Praise My Day (2009) e proseguita con A silence that screams (2010). La cosa interessante del disco è che, pur contenendo elementi riconducibili a diversi stili, non ne abbraccia nessuno, anzi si sfaglia per la varietà e l'originalità delle proposte che non si conforma a nessuno stile...."

## Tracce
1. Firmament
2. History
3. 1000's war
4. Random
5. Jump in vacuum
6. Jena Ridens
7. Om
8. Execution
9. Another step